# 麻田キョウヤのあ〜まだ木曜日
麻田キョウヤのあ〜まだ木曜日は、毎日放送（MBSラジオ）で2013年から2015年の年度下半期（ナイターオフシーズン）に放送されたラジオ番組。兵庫県内でパチンコ/スロットをはじめ、ボウリング場を運営する神友グループの1社提供。

## 概要
ミュージカル俳優でシンガーソングライターの麻田キョウヤが、各界で活躍するプロフェッショナルなゲストを迎え、そのゲストの魅力をひも解いていくとともに、麻田自身もゲストからパワーを吸収し成長を遂げて行く「ハイパーでアッパーなラジオプログラム」、という触れ込み。

## 放送時間
当番組を編成することにより、火 - 金曜日に放送される自社制作生ワイド番組は、終了時刻が不揃いとなっている。
- 2013年度：毎週木曜日20:50 - 21:00
  - 火 - 金曜日に放送されていた自社制作生ワイド番組のレーベル『茶屋町プレミアムナイト』は、水曜日（当番組と同時間帯に『上田義朗のベトナム元気』を編成）と共に終了時刻が10分早かった。
- 2014年度・2015年度：毎週木曜日21:50 - 22:00
  - 2014年度は『茶屋町プレミアムナイト』第2部、2015年度は『ニュースターラジオ』の放送時間が木曜日は10分短かった（金曜日は2015年度まで21時台に『報道するラジオ』[2]を編成していたため、60分短かった）。

## 出演

### パーソナリティ
- 麻田キョウヤ

### パートナー
2013年度
- 関岡香（MBSアナウンサー）

2014年度
- 石原祐美子（チキチキジョニー）※相方の岩見真利は2015年1月1日放送分にゲスト出演。

2015年度
- 10月：彩羽真矢※2016年1月1日（金曜日）18:00 - 18:30に放送の『麻田キョウヤのあ〜やっと2016』でもパートナーを務めた。
- 11月：やのぱん
- 12月：代走みつくに
- 01月：笑福亭鉄瓶
- 02月：角田信朗
- 03月：石原祐美子（チキチキジョニー）